# Peyton List (actriz nacida en 1998)
Peyton Roi List (Florida, 6 de abril de 1998) es una actriz y modelo estadounidense, conocida por su papel como Emma Ross en la serie original de Disney Channel Jessie y en su spin-off Bunk'd. Desde 2019 interpreta a Tory Nichols en la serie Cobra Kai de Netflix.

## Primeros años
Peyton List nació en Orlando, Florida, el 6 de abril de 1998, pero se mudó con su familia a Nueva York a la edad de cuatro años. Desde muy pequeña demostró gran afinidad por la actuación, actuando en pequeños musicales y obras de teatro en su escuela, con el paso del tiempo también  demostró interés por el modelaje, apareciendo en más de 5000 anuncios de televisión. Empezó su carrera en la actuación profesional apareciendo con papeles menores en películas como 27 Dresses, Remember Me, Confessions of a Shopaholic y en la exitosa serie de televisión Gossip Girl.

## Carrera

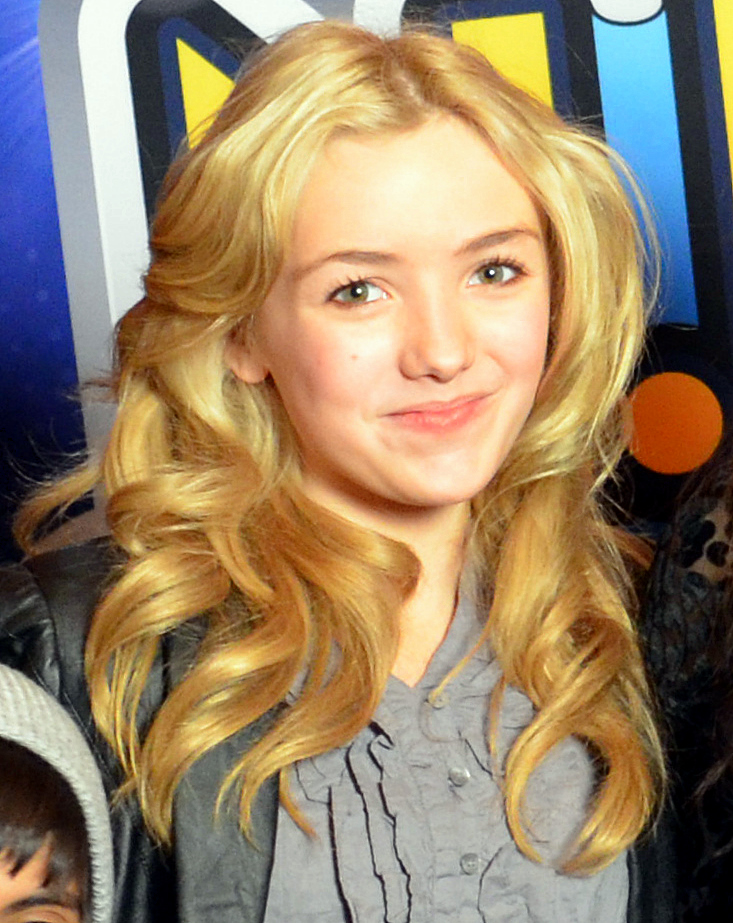
Peyton List en 2011.

### Actuación
List empezó a tener más reconocimiento en el mundo de la actuación después de aparecer junto a Robert Pattinson en la película Recuérdame Remember Me como Samantha, una chica  que intimida a la hermana menor del protagonista. En 2010, List apareció en la película de Disney El aprendiz de brujo, y en Secrets in the Walls de Lifetime Movie Network, junto a Jeri Ryan y Kay Panabaker.
Más tarde protagonizó Diary of a Wimpy Kid 2: Rodrick Rules y Diary of a Wimpy Kid 3: Dog Days, en el papel de Holly Hills, el interés amoroso de Greg. Pero lo que la convirtió en una actriz más reconocida fue cuando encarnó el papel coprotagonista de Emma Ross, la mayor de cuatro hermanos, en la exitosa serie de Disney Channel Jessie actuando junto a Debby Ryan, Cameron Boyce, Skai Jackson, Karan Brar y Kevin Chamberlin. Tras 4 temporadas la serie terminó en 2015, tras esto Disney ordenó un spin-off protagonizado por List, Brar y Jackson, titulado Acampados. Tras tres temporadas como protagonistas, en diciembre de 2018 se confirmó que List, Brar y Jackson ya no serían parte de la serie, debido a otros proyectos personales. Además, List y Jackson afirmaron que además de dejar Bunk'd también se irían posiblemente por completo de su trabajo en Disney Channel.
En 2017, coprotagonizó junto a Logan Paul la película de terror para YouTube Premium, The Thinning. Una película que gusto tanto al público que fue ordenada una segunda parte, y posiblemente una tercera.
En 2018, hizo parte de la serie Light as a Feather interpretando a Olivia Richmond, una de las cinco protagonistas.
Desde 2019 forma parte del elenco de la serie de Netflix Cobra Kai, en el papel de Tory. La serie es una continuación de la película de 1984 Karate Kid. Ese mismo año protagonizó la película Gothic Springs en el papel de Blair.
Se ha confirmado su participación para el cortometraje The Girl in The Woods en el papel principal de Carrie, el filme está propuesto para estrenarse a finales de 2020 y en filme musical, Valley Girls, un reboot de la película de 1983 con el mismo nombre.En mayo de 2023, Hizo el papel principal como Maddie Nears en la serie original de Paramount+ School Spirits.

### Modelaje
Alternando su carrera de actriz, comenzó  su carrera como modelo después de firmar con Wilhelmina Models a los 14 años, el 12 de julio de 2012. Su primer trabajo fue una campaña para Tommy Hilfiger en diciembre de 2012, en 2013 fue modelo múltiples veces para la revista Justice. 
Participó también en desfiles de White Sands Australia y Leah Madden. Para finales del 2013, List había sido fotografiada para Kiss, Elle, OK! y Girlfriend. 
Durante una entrevista en 2014, List afirmó ser una gran fan de America's Next Top Model, la artista afirma que aplicó muchos de los consejos que recibían las participantes a su propio trabajo. En 2016, List comento que Blake Lively es su gran referente en el mundo de la moda. La estrella de Disney adora cada outfit que luce la actriz y ha confesado que sigue a la intérprete de Gossip Girl en Instagram y busca cada diseño que luce para inspirarse en sus looks. 
El 21 de noviembre de 2017, Peyton firmó un contrato con The Society Management. En los meses siguientes posó para V Magazine.
Tras su época de «Chica Disney», comenzó su carrera de modelo a un ámbito más profesional.
Ha sido parte de grandes eventos en el mundo de la moda como Semana de la Moda de Nueva York en 2019 y Victoria's Secret Fashion Show en 2018, junto a otras exitosas modelos como Kendall Jenner, Gigi Hadid y Naomi Campbell.
Durante la primavera de 2019, List desfiló para Marc Jacobs en Nueva York, para Lacoste en Londres, para Ralph Lauren en Milan y para Chanel en París.
Desde octubre de 2019, List ha sido la cara de marcas exitosas de maquillaje y cosméticos para la piel como MAC Cosmetics, Victoria Secret Beauty, L’Oréal, CoverGirl, y Too Faced, de la cual tiene su propia línea de cosméticos, “Better Than Sex”.

### Música
En octubre de 2018, List anuncio vía Instagram que su primer sencillo saldría el 2 de noviembre, tema que causó mucha controversia entre sus fans ya que la artista nunca se había dado a conocer como cantante y había sido escuchada cantar pocas veces en temas de Disney.
Finalmente el 2 de noviembre de 2018 se estrenó su sencillo bajo el nombre de «Liar Liar» con opiniones mixtas según el público.
Tras el fallecimiento de su compañero en Jessie, Cameron Boyce, List confirmó vía Twitter e Instagram que estaba en proceso de producción su nueva canción dedicada en parte a Boyce. El 23 de agosto de 2019, se subió el video musical con el nombre de «Don’t Cry» en colaboración con el rapero Cannon.

### Otros proyectos
En 2018, List saco su propia línea de ropa bajo el nombre «List by Peyton», inspirado exclusivamente en su propia vestimenta.

## Filmografía completa

### Cine
| Cine | Cine                                        | Cine                                        | Cine                                              | Cine                         |
| Año  | Título                                      | Título                                      | Título                                            | Rol                          |
| Año  | Título original                             | Título en España                            | Título en Hispanoamérica                          | Rol                          |
| ---- | ------------------------------------------- | ------------------------------------------- | ------------------------------------------------- | ---------------------------- |
| 2004 | Spider-Man 2                                | Spider-Man 2                                | El Hombre Araña 2                                 | Niña jugando (Sin acreditar) |
| 2007 | The Product of 3c (Cortometraje)            | The Product of 3c (Cortometraje)            | The Product of 3c (Cortometraje)                  | Joven Winnie                 |
| 2008 | 27 Dresses                                  | 27 vestidos                                 | 27 bodas                                          | Joven Jane                   |
| 2008 | Remember Back, Remember When (Cortometraje) | Remember Back, Remember When (Cortometraje) | Remember Back, Remember When (Cortometraje)       | Luna                         |
| 2009 | Confessions of a Shopaholic                 | Confesiones de una compradora compulsiva    | Loca por las compras                              | Niña en la zapatería         |
| 2010 | 3 Backyards                                 | 3 Backyards                                 | 3 Backyards                                       | Emily                        |
| 2010 | Remember Me                                 | Recuérdame                                  | Remember Me                                       | Samantha                     |
| 2010 | The Sorcerer's Apprentice                   | El aprendiz de brujo                        | The Sorcerer's Apprentice                         | Joven Becky                  |
| 2010 | Bereavement                                 | Bereavement                                 | Bereavement                                       | Wendy                        |
| 2010 | Miriam's Song (Cortometraje)                | Miriam's Song (Cortometraje)                | Miriam's Song (Cortometraje)                      | Miriam                       |
| 2010 | The Trouble with Cali                       | The Trouble with Cali                       | The Trouble with Cali                             | Joven Cali Bluejones         |
| 2011 | Diary of a Wimpy Kid 2: Rodrick Rules       | El diario de Greg 2: La Ley de Rodrick      | El diario de un chico en apuros 2                 | Holly Hills                  |
| 2011 | Something Borrowed                          | Algo prestado                               | No me quites a mi novio                           | Joven Darcy                  |
| 2012 | Diary of a Wimpy Kid 3: Dog Days            | El diario de Greg 3: Días de perros         | El diario de un chico en apuros 3: Días de perros | Holly Hills                  |
| 2012 | The Dog Who Saved the Holidays              | The Dog Who Saved the Holidays              | The Dog Who Saved the Holidays                    | Eve (Voz)                    |
| 2016 | The Thinning                                | The Thinning                                | The Thinning                                      | Laina Michaels               |
| 2016 | The Swap                                    | ¡Vaya cambiazo!                             | El cambio                                         | Ellie                        |
| 2017 | The Outcasts                                | The Outcasts                                | The Outcasts                                      | Mackenzie                    |
| 2018 | Anthem of a Teenage Prophet                 | Anthem of a Teenage Prophet                 | Anthem of a Teenage Prophet                       | Faith                        |
| 2018 | Then Came You                               | Then Came You                               | Then Came You                                     | Ashley                       |
| 2018 | The Thinning: New World Order               | The Thinning: New World Order               | The Thinning: New World Order                     | Laina Michaels               |
| 2019 | Gothic Springs                              | Gothic Springs                              | Gothic Springs                                    | Blair                        |
| 2020 | Valley Girl                                 | Valley Girl                                 | Valley Girl                                       | Courtney                     |
| 2020 | The girl in the woods                       | La bruja                                    | The girl in the woods                             | Carrie                       |
| 2020 | Hubie Halloween                             | El halloween de Hubie                       | El halloween de Hubie                             | Peggy                        |
| 2020 | Swimming for Gold                           | Nadando por el oro                          | Nadando por el oro                                | Claire Carpenter             |
| 2021 | Aileen Wuornos: American Boogeywoman        | -                                           | -                                                 | Aileen Wuornos               |
| 2024 | The Inheritance                             | -                                           | -                                                 | Kami Abernathy               |
| 2024 | Girl Haunts Boy                             | Chica Busca Chico                           | Chica Busca Chico                                 | Bea Jenkins                  |

### Televisión
| 2002              | As the World Turns                | Niña en el restaurante       | Serie de TV - 1 episodio                                                                 |
| 2004              | All My Children                   | Bess                         | Serie de TV - 3 episodios                                                                |
| 2007              | Saturday Night Live               | Niña                         | Serie de TV - Participación especial (temp. 33)                                          |
| 2008              | Wonder Pets                       | Piglet #1 / Chick #1         | Serie de TV - Episodio: «Kalamazoo»                                                      |
| 2008              | Cashmere Mafia                    | Sasha Burden                 | Serie de TV - Papel secundario; 8 episodios                                              |
| 2009              | Gossip Girl                       | Joven                        | Serie de TV - Episodio: «Enough About Eve» (temp. 3)                                     |
| 2010              | Secrets in the Walls              | Molly                        | Película para televisión                                                                 |
| 2011              | Law & Order: Special Victims Unit | Joven Larissa Welsh / Brandy | Serie de TV - Episodio: «Possessed» (temp. 12)                                           |
| 2011 - 2015       | Jessie                            | Emma Ross                    | Serie de TV - Elenco principal; 100 episodios                                            |
| 2012              | Austin & Ally                     | Emma Ross                    | Serie de TV - Episodio: «Austin & Jessie & Ally All Star New Year» (temp. 2)             |
| 2013              | A Sister's Nightmare              | Emily                        | Película para televisión                                                                 |
| 2013              | ¡Buena suerte, Charlie!           | Emma Ross                    | Serie de TV - Episodio: «Good Luck Jessie: NYC Christmas» (temp. 4)                      |
| 2014              | I Didn't Do It                    | Sherry                       | Serie de TV - Episodio: «Dance Fever» (temp. 1)                                          |
| 2014              | Ultimate Spider-Man               | Emma Ross                    | Serie de TV - Voz; episodio: "Noche de Halloween en el Museo" (temp. 3)                  |
| 2015 - 2018, 2021 | Bunk'd                            | Emma Ross                    | Serie de TV - Elenco principal; 60 episodios (temp. 1-3), Invitada; 1 episodio (temp. 5) |
| 2015              | K.C. Undercover                   | Emma Ross                    | Serie de TV - Episodio: «All Howls Eve» (temp. 1)                                        |
| 2018              | Happy Together                    | Sierra Quinn                 | Serie de TV - 4 Episodios                                                                |
| 2018 - 2019       | Light as a Feather                | Olivia Richmond              | Serie de TV - Elenco principal; 10 episodios (temp. 1), Invitada; 1 episodio (temp. 2)   |
| 2019 - 2025       | Cobra Kai                         | Tory Nichols                 | Serie de TV - Papel principal temporada 2-6; 50 episodios                                |
| 2020              | Group Chat                        | Ella misma                   | Episodio: "Slime Into Your DMs"                                                          |
| 2020              | Robot Chicken                     | Sabrina Spellman             | Rol de voz; episodio: "Endgame"                                                          |
| 2020              | Nickelodeon's Unfiltered          | Ella misma                   | Episodio: "Cactus Pop Tarts!"                                                            |
| 2021              | Ridiculousness                    | Ella misma                   | Episodio: "Peyton List"                                                                  |
| 2023 - presente   | School Spirits                    | Maddie Nears                 | Serie de TV - Protagonista Temporada 1                                                   |

### Vídeos musicales
| Año  | Título     | Rol    | Notas                                   |
| ---- | ---------- | ------ | --------------------------------------- |
| 2018 | «Only You» | Sirena | Videoclip de Little Mix ft. Cheat Codes |

## Reconocimientos
| Año  | Premio              | Categoría | Trabajo nominado                      | Resultado | Ref.  |
| ---- | ------------------- | --- | ------------------------------------- | --------- | ----- |
| 2013 | Young Artist Award  | Mejor interpretación en Cine – Elenco joven (con Zachary Gordon, Robert Capron, Peyton List, Laine MacNeil Connor & Owen Fielding, Devon Bostick and Grayson Russell) | Diary of a Wimpy Kid: Dog Days        | Ganador   | [ 8 ] |
| 2025 | Kids' Choice Awards | Actriz favorita de la televisión (familia) | Su papel de Tory Nichols en Cobra Kai | Ganadora  | [ 9 ] |